# La Maison d'en face (série télévisée)
Production
Diffusion
La Maison d'en face est une mini-série franco-belge en six épisodes de 52 minutes réalisée par Lionel Bailliu d'après un scénario de Lionel Bailliu et Déborah Hadjedj,,, et diffusée du 20 septembre au 4 octobre 2022 sur M6 ainsi que sur RTL TVI.
Cette fiction, qui est une adaptation de la série néerlandaise Nieuwe Buren (nl) (Nouveaux voisins), est une coproduction d'Incognita Télévision, M6, RTL TVI et Be-FILMS,,,,.

## Synopsis
Peu après l'installation d'Ève et Yanis Coudray dans leur nouveau quartier-résidence, leur petite fille Hélène, conçue par FIV car Yanis est quasiment stérile, meurt de la mort subite du nourrisson. 
Ève sombre dans la dépression mais le jeune couple trouve du soutien auprès de ses voisins de la maison d'en face : Livia et Stéphane Chevalier. Une amitié se développe entre les deux couples, d'autant que Stéphane et Yanis sont collègues à la police et que Livia aide Ève à surmonter sa dépression et à trouver un emploi au lycée où elle est prof.
Mais Ève et Yanis ne tardent pas à découvrir que leurs voisins sont échangistes. Ces derniers leur ayant proposé une soirée échangiste, Ève a l'idée d'en profiter pour tomber enceinte de Stéphane car Yanis est quasiment stérile. Mais, quand elle annonce à Stéphane qu'elle est enceinte, ce dernier lui demande d'avorter car il est porteur d'une maladie héréditaire, la maladie des os de verre. Ève comprend alors qu'il est le père de Victor, un jeune du quartier atteint de cette maladie rare.
Entretemps, les ébats des deux couples se retrouvent sur une vidéo qui circule sur internet, et le proviseur du lycée annonce à Ève qu'elle peut faire une croix sur le CDI qu'il lui avait promis.
Par ailleurs, Stéphane et Yanis sont amenés à enquêter sur une affaire de drogue dans laquelle Hugo Desmoulins, le président de l'association des résidents du quartier, est mouillé jusqu'au cou avec son fils Hector.

## Distribution
- Julie de Bona : Ève Coudray
- Marc Ruchmann : Yanis Coudray
- Caterina Murino : Livia Chevalier
- Thierry Neuvic : Stéphane Chevalier
- Jean-Stan Du Pac : Sam Chevalier, le fils de Livia et Stéphane
- Fatima Adoum : commissaire Sabine Morel
- Juliette Navis : Aurore Savard
- Orian Csatano : Victor Savard, le fils d'Aurore
- Antoine Duléry : Hugo Desmoulins
- Baptiste Carrion-Weiss : Hector Desmoulins, le fils d'Hugo
- Xavier Robic : Hervé Kervalec
- Adèle Galloy : Valérie Kervalec
- Yannig Samot : le proviseur du lycée

Actrices et acteurs principaux de la série
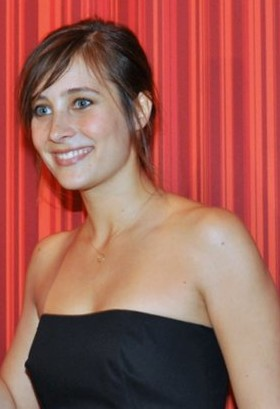
Julie de Bona.
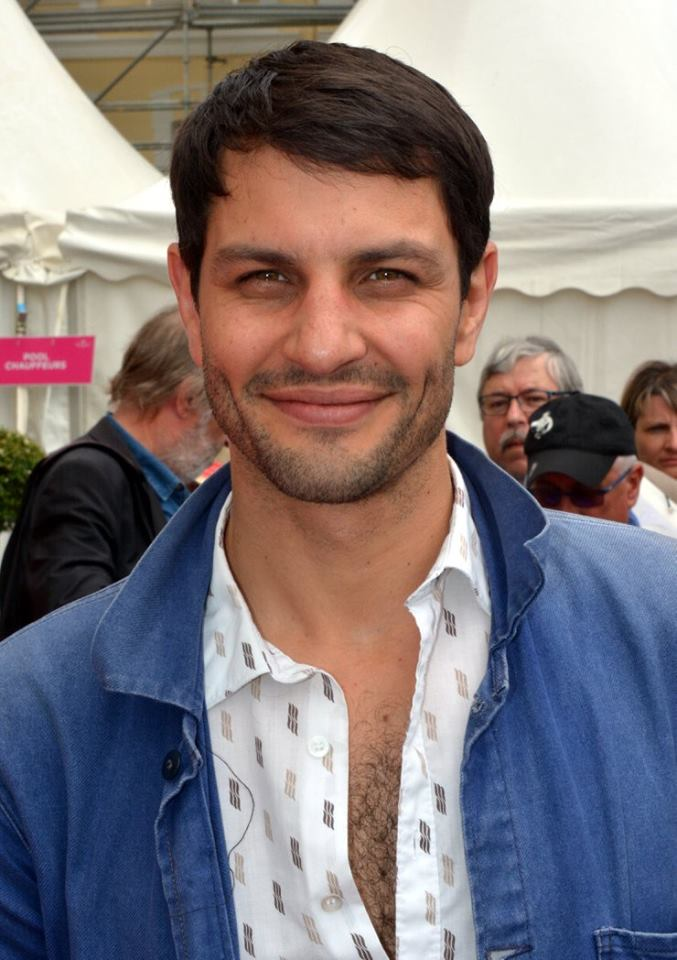
Marc Ruchmann.
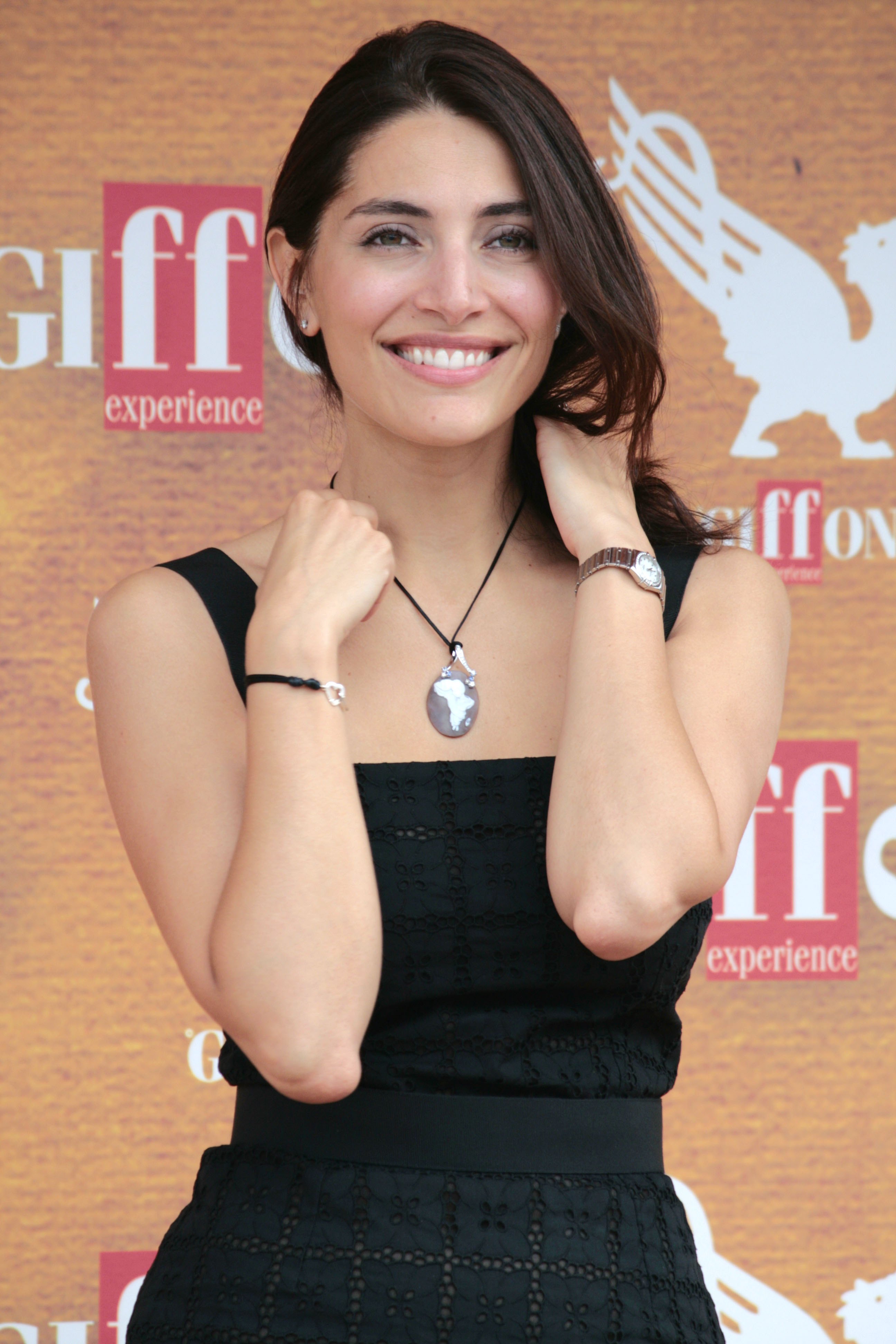
Caterina Murino.
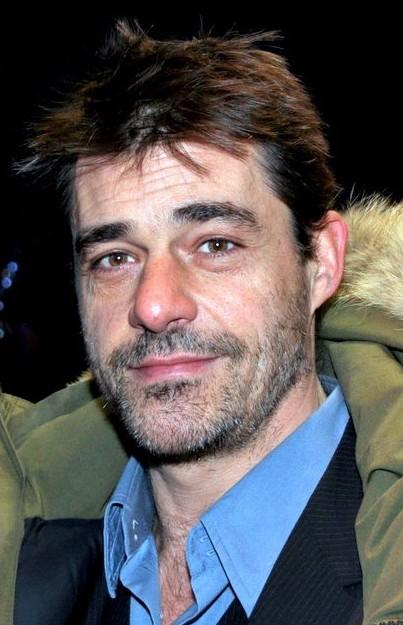
Thierry Neuvic.
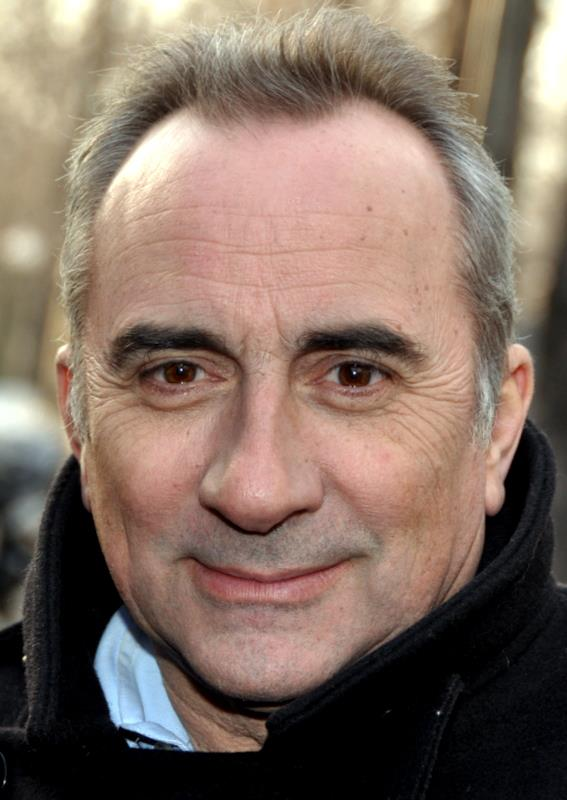
Antoine Duléry.

## Production

### Genèse et développement
Allociné souligne que « Malgré les flops successifs de Ils étaient dix, Sauver Lisa, et L'homme que j'ai condamné, M6 n'abandonne pas les séries » et propose la série La Maison d'en face.
La série est créée et écrite par Lionel Bailliu et Déborah Hadjedj,.
Dans une interview, Julie de Bona a annoncé « une série très sombre, beaucoup de manipulation. Un peu Desperate Housewives un peu plus noire ».

### Attribution des rôles
Julie de Bona a expliqué à Télé Star : « Ce qui m'a vraiment intéressée dans ce rôle, c'est que c'était la première fois qu'on me proposait quelqu'un de désaxé ».
Et pourtant, elle a bien failli décliner le rôle à cause de la scène de la perte de son enfant : « Au début, j'ai refusé le rôle pour ça ». Elle avait expliqué au réalisateur Lionel Bailliu « Ça me fait peur et je n'ai pas envie de travailler cette image-là » mais Lionel Bailliu avait réussi à la rassurer.

### Tournage
Le tournage de la série se déroule de mi-octobre 2021 au 15 décembre 2021 en région parisienne,,.

### Fiche technique
- Titre français : La Maison d'en face
- Genre : Drame, thriller[1],[2]
- Production : Édouard de Vésinne[3]
- Sociétés de production : Incognita Télévision, M6, RTL TVI et Be-FILMS[4]
- Réalisation : Lionel Bailliu[4],[1],[2],[3]
- Scénario : Lionel Bailliu et Déborah Hadjedj[2],[3]
- Musique : Laurent Juillet
- Décors : Denis Seiglan
- Costumes : Laureen Plouvier, Marion Meseguer
- Photographie : Pascal Caubère
- Son : Guillaume Hurmic
- Montage : Anja Lüdke et Dominique Marcombe
- Maquillage : Armel Corre
- Coiffure : Laurence Troadec
- Pays de production :  France /  Belgique
- Langue originale : français
- Format : couleur
- Nombre de saisons : 1
- Nombre d'épisodes[2],[3],[5] : 6
- Durée : 52 minutes[2],[3],[5]
- Dates de première diffusion :
  -  France : 20 septembre 2022 sur M6

## Audiences
En France, la série est diffusée le mardi sur M6 par salve de deux épisodes du 20 septembre au 4 octobre 2022.
| Épisode              | Diffusion               | Diffusion            | Audience moyenne          | Audience moyenne                       | Audience moyenne         | Audience moyenne | Réf.   |
| Épisode              | Jour                    | Horaire              | Nombre de téléspectateurs | Part de marché (sur les 4 ans et plus) | Part de marché (FRDA-50) | Classement       | Réf.   |
| -------------------- | ----------------------- | -------------------- | ------------------------- | -------------------------------------- | ------------------------ | ---------------- | ------ |
| 1                    | Mardi 20 septembre 2022 | 21 h 10 - 22 h 00    | 1 786 000                 | 8,7 %                                  | 16,1 %                   | 3e               | [ 9 ]  |
| 2                    | Mardi 20 septembre 2022 | 22 h 00 - 23 h 10    | 1 458 000                 | 9 %                                    | 16,1 %                   | 3e               | [ 9 ]  |
| 3                    | Mardi 27 septembre 2022 | 21 h 10 - 22 h 00    | 1 735 000                 | 8,2 %                                  | 16,3 %                   | 3e               | [ 10 ] |
| 4                    | Mardi 27 septembre 2022 | 22 h 00 - 23 h 10    | 1 481 000                 | 8,1 %                                  | 16,3 %                   | 3e               | [ 10 ] |
| 5                    | Mardi 4 octobre 2022    | 21 h 10 - 22 h 00    | 1 631 000                 | 7,7 %                                  | 17,4 %                   | 3e               | [ 11 ] |
| 6                    | Mardi 4 octobre 2022    | 22 h 00 - 23 h 10    | 1 437 000                 | 8,3 %                                  | 17,4 %                   | 3e               | [ 11 ] |
|                      |                         |                      |                           |                                        |                          |                  |        |
| Moyenne de la saison | Moyenne de la saison    | Moyenne de la saison | 1 588 000                 | 8,3 %                                  | 16,6 %                   | 3e               | [ 12 ] |